# Mallerenga cuallarga cellanegra
La mallerenga cuallarga cellanegra (Aegithalos bonvaloti) és una espècie d'ocell de la família dels egitàlids (Aegithalidae). El seu estat de conservació es considera de risc mínim.

## Descripció
- Petit ocell d'11-12 cm. Cua llarga.
- Parts superiors de color gris, pit rogenc i flancs i ventre blanc. Cap ornat amb una àmplia màscara negra. Front blanc i un pitet blanc clapejat de negre al centre.

## Hàbitat i distribució
Viu als boscos boreals i temperats des del nord-est de Myanmar fins a la Xina.

## Taxonomia
Considerat tradicionalment una subespècie d'Aegithalos iouschistos, aquest tàxon va ser separat en la seva pròpia espècie. Recentment Päckert planteja que l'escassa divergència genètica no justifica la separació en espècies diferents.
Se n'han descrit dues subespècies:
- A. b. bonvaloti (Oustalet, 1892). Sud-oest i sud de la Xina i nord-est de Birmània.
- A. b. obscuratus (Mayr, 1940). Xina central.